# منظمة السي بي زيرو

علم حكومة العالم في ون بيس

منظمة السي بي 0 والتي تعرف أيضا باسم عملاء السايفر بول 0 (サイファーポール"イージス"ゼロ), وهي المنظمة الاقوى من السايفر بول وفقا لما قالت نيكو روبين، ظهرت لأول مرة في ارك دريسروزا قرب جسر غرين بيت في دريسروزا.

## الاعضاء
حتى الآن ظهر ستة أعضاء من المنظمة، كانوا يرتدون ملابس بيضاء وعليها علامات المنظمة مع اقنعة قبيلة، ويبدو انهم طوال جدا حيث أن الناس كانوا يبدون قصار امامهم.

أقصر واحد منهم يرتدي قبعة بيضاء اللون بها خط اسود، ويضع وشاح طويل على كتفيه يتدلى إلى ركبتيه لون الوشاح اسود مع دوائر عديدة عليه لونها ازرق، وهو يرتدي سترة بيضاء اللون مع علامة حمراء عليها وايضا ازرار السترة لونها ذهبي، وهو يرتدي ربطة عنق وقميص ابيض تحت السترة، ويرتدي بنطال لونه ابيض ويضع على كتفيه معطف كبير وطويل لونه ابيض أيضا مثل بقية ملابسه، وهو يضع على وجهه مكياج غريب الشكل لونه ابيض مع عين بيضاء وأخرى سوداء، ويبدو انه اسمر البشرة، ولم تعرف شخصيته لكن يبدو انه المتحدث منهم فقد كان هو من القى الخطاب على الناس، وطوله كان طبيعيا مع بعض الطول.

الثاني هو شخص طويل جدا لكنه ليس أطول واحد منهم، وهو يرتدي قبعة لونها ابيض مع خطوطو حمراء عليها عموديا، وهو يرتدي معطف ابيض كبير مع حافات مزخرفة وهو يرتدي قناع ابيض به خطوط سوداء وفي قناعه يوجد لحية كبيرة صفراء اللون، وهو يرتدي سترة بيضاء اللون وربطة عنق سوداء مع قميص وبطال لونهما ابيض

أطول شخص فيهم طويل جدا لدرجة كبيرة حيث أن الناس كانوا اقزام امامه وقد يكون بنفس طول ديامانتي (من عائلة دونكيهوتي), وهو يرتدي قناع احمر اللون ذو وجه غاضب ويشبه الفراشة مع عيون صفراء ويرتدي عابائة كبيرة لونها ابيض تغطي كل جسده وايضا يرتدي ربطة عنق سوداء وقلادة ذهبية على صدره.

روب لوتشي وهو عضو منظمة السي بي 9 السابق وقد تمت هزيمته على يد مونكي دي لوفي سابقا في ارك انيس لوبي، وقد كان اقوى عضو في تاريخ السي بي 9 وكان بقوة 4000 دوروكي، ولم يعرف كيف تمت ترقيته للسي بي 0 لكنه أصبح أحد اعضائها، ويبدو انه أصبح اقوى من السابق فقد كان قريبا جدا من قوة لوفي قبل السنتين، وقد ظهر ومعه حمامته المعتادة هاتوري، وأصبح يرتدي قميص ابيض وقبعة بيضاء عليها خط اسود اللون، ولديه علامة على سترته، وقد كان يلبس قناع ابيض ولم يظهر وجهه كامل لكنه ظهر في نهاية ارك دريسروزا لمقطع واحد، ولم يعرف من ان كان زعيم السي بي 0 ام لا اكن سباندام ناداه بالزعيم، وسيظهر في فيلم ون بيس غولد.

سباندام وهو الزعيم السابق لنظمة السي بي 9 , وابن الزعيم القديم السايفر بول 9 سبانداين، وهو شخص ضعيف جدا وجبان وهو حقير فقد كان ينوي قتل نيكو روبين سابقا في ارك إنيس لوبي، لكن تم ظربه من قبل فرانكي وسوغي كينغ، وقامت روبين بخلع عموده الفقري بالكامل، وقد ظهر وهو يضع قبعة بيضاء على رأسه وقناع لونها ابيض مع مسامير مثل قناعه القديم، وو يرتدي معطف طويل لونه ابيض مع ريش على كتفيه لونه ذهبي، ويرتدي قميص لونه ازرق فاتح جدا مع خطوط عمودية عليه لونها ازرق داكن، ويضع حزام على خصره لونه بني مع قفازات لونها بني، وهو يرتدي بنطال ابيض مع حذاء لونه بني، وقد ظهر في نهاية ارك دريسروزا مع لوتشي ونادى لوتشي بالزعيم، لم يعرف كيف أصبح من السي بي 0 لكن ربما أصبح اقوى من السابق، وسيظهر في فيلم ون بيس غولد.

كاكو وهو عضو سابق في السي بي 9 , وهو ثاني اقوى الاعضاء كان لديه 2200 دوروركي، وهو يمتلك انف طويل، وقد تقاتل مع رورونوا زورو قتال جميل جدا وعنيف وتمكن زورو من الفوز عليه بصعوبة بواسطة الاشورا، لم يظهر كاكو كاملا لكن في الانمي ظهر انفه وايضا قبعته وقد كان يتصل مع لوتي عبر الدن دن موشي في نهاية ارك دريسروزا، ومن المؤكد انه أصبح اقوى من السابق.

## قوته
لم يعرف قوته لكن كما قالت نيكو روبين فهم اقوى السايفر بول وهم اقوى من منظمة السي بي 9 بكثير، وهم يعملون تحت نبلاء العالم (التنانين السماوية) مباشرة، ووفقا لمونكي دي دراغون فقوتهم ازدادت خلال السنوات الماضية.

## ارك دريسروزا
عندما أعلن دون كيهوتي دوفلامنجو بأنه قد تنازل عن عرش دريسروزا وعن منصبه كأحد الشيشيبوكاي عارض الناس ذلك، وقد كانت خطة من دوفلامنجو فقد استدعى السي بي 0 , وقد حضروا وقالوا بأنه هذا الخبر مجرد اشاعة غير صحيحة وبأن دوفلامنجو لم يتنازل عن عرشه، لكنهم طلبوا من الناس عدم نشر الخبر إلا بعد الساعة الثالثة حيث سيتم إعلان الخبر بالصحف وقد طلبوا من الناس عدم الخوف والعيش بصورة طبيعية

وفي وقت لاحق قد شوهدو قرب جسر غيرن بيت في دريسروزا وهم يمشون وقد كان هذا قبل ان يعلنوا خطابهم وقد شاهدهم كل من ترافلجار لاو، نيكو روبين، اوسوب وسيزار كلاون

وقد كشف دوفلامنجو لاحقا للاو بانه قادر على التحكم بالسي بي 0 لأنه يعرف سر الكنز الوطني لأرض ماريجوس، والتي سوف يهز العالم ان كشف السر

وبعد أن تمت هزيمة دوفلامنجو ذكر قائد اركان الجيش الثوري سابو بأن السي بي0 سيعودون إلى دريسروزا من اجل القبض على الجيش الثوري 

وبعد ثلاثة أيام بعد مغادرة لوفي دريسروزا بقليل، ظهر كل من روب لوتشي مع حمامته هاتوري وسباندام وقد كان لوتشي يتصل بكاكو الذي ابلغه بأن الاسلحة التي خبئها دوفلامنجو قد تم سرقتها من قبل الجيش الثوري، وقد تسائل لوتشي عن وجه لوفي القادمة.

## ارك زو
عندما هاجم قراصنة اللحية السوداء مقر الجيش الثوري في بالتيموغ ودمروه، كان السي بي 0 موجودين في المقر وقد تصادموا مع قراصنة اللحية السوداء.

## هوامش
- السايفر بول 0 في الإنجليزية سايفر بول ايجس زيرو وان كلمة ايجس مقتبسة من ايجس وهو الدرع الاسطوري المرتبط بين اثينا وزورس، وقد يدل هذا الترس على القوة والحماية والقوة العسكرية الحقيقة، أي ان السي بي 0 هي درع حكومة العالم.
- الرجل الذي اتصل بلوتشي بواسطة الدن دن موشي كان كاكو في الانمي فقد ظهر صوت كاكو وانفه، لكن في المانغا لم يظهر، ومع ذلك فكاكو من السي بي 0 لأنه شخصية انمي ومانغا وليس شخصية فلر.